# Peltaster micropeltus
Peltaster micropeltus är en sjöstjärneart som först beskrevs av Fisher 1906.  Peltaster micropeltus ingår i släktet Peltaster och familjen ledsjöstjärnor. Inga underarter finns listade i Catalogue of Life.